# Matzingen
Matzingen är en ort och kommun i distriktet Frauenfeld i kantonen Thurgau, Schweiz. Kommunen har 3 111 invånare (2023).